# Kostas Tsartsaris
Kostas Tsartsaris (Véria, 17 de Outubro de 1979) é um basquetebolista profissional grego, atualmente joga no Panathinaikos.

## Carreira
Tsartsaris integrou o elenco da Seleção Grega de Basquetebol nas Olimpíadas de 2004 e 2008.